# Dolno Belotintsi
Dolno Belotintsi (bulgariska: Долно Белотинци) är ett distrikt i Bulgarien.   Det ligger i kommunen Obsjtina Montana och regionen Montana, i den nordvästra delen av landet, 80 km norr om huvudstaden Sofia.
Trakten runt Dolno Belotintsi består till största delen av jordbruksmark. Runt Dolno Belotintsi är det ganska tätbefolkat, med 86 invånare per kvadratkilometer.